# Galium aparine
Galium aparine é uma espécie de planta com flor silvestre, pertencente à família Rubiaceae. 
A autoridade científica da espécie é L., tendo sido publicada em Species Plantarum 1: 108. 1753.
Dá pelos seguintes nomes comuns: amor-de-hortelão, erva-peganhosa, pegamaço, rapa-saias e raspa-línguas.

## Etimologia

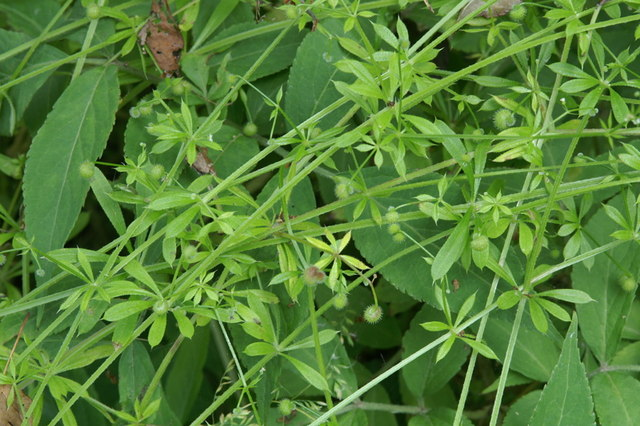
Amor-de-hortelão, a assobalhar outras plantas no sotobosque

Do que toca ao nome científico, Discórides, designou esta planta Galium, que é um derivado da palavra grega para leite galacto, por causa do uso desta planta pelos pastores gregos para fazer coadores de leite, para fazer queijo.
Aparine, o epíteto desta planta, é dado por Teofrasto e deriva do étimo grego que evoca as ideias de «agarrar-se a», «pegar-se a», «colar-se a» (alguma coisa).
O nome comum «amor-de-hortelão» poderá estar relacionado com o facto desta planta ser um bom indicador dos níveis de fosfato e de azoto do solo, indicando que os mesmos têm boa aptidão para serem cultivados. Também pode ser um nome irónico, tendo em vista o tendência desta planta para assobalhar as outras culturas, sendo capaz de menoscabar as colheitas na ordem dos 30 aos 60%. Os seus efeitos perniciosos advém da concorrência pelo hidrogénio dos solos.
Os nomes comuns «erva-peganhosa», «pagamassa» e «pegamaço» são, naturalmente, alusões às propriedades colantes da planta, que por causa das sedas ou pêlos gancheados que a revestem, se agarra ou pega às superfícies.
Os nomes comuns «rapa-saia» e «raspa-línguas» são alusões ao tacto escábrido ou áspero da planta, que rapa ou raspa na superfície das coisas.

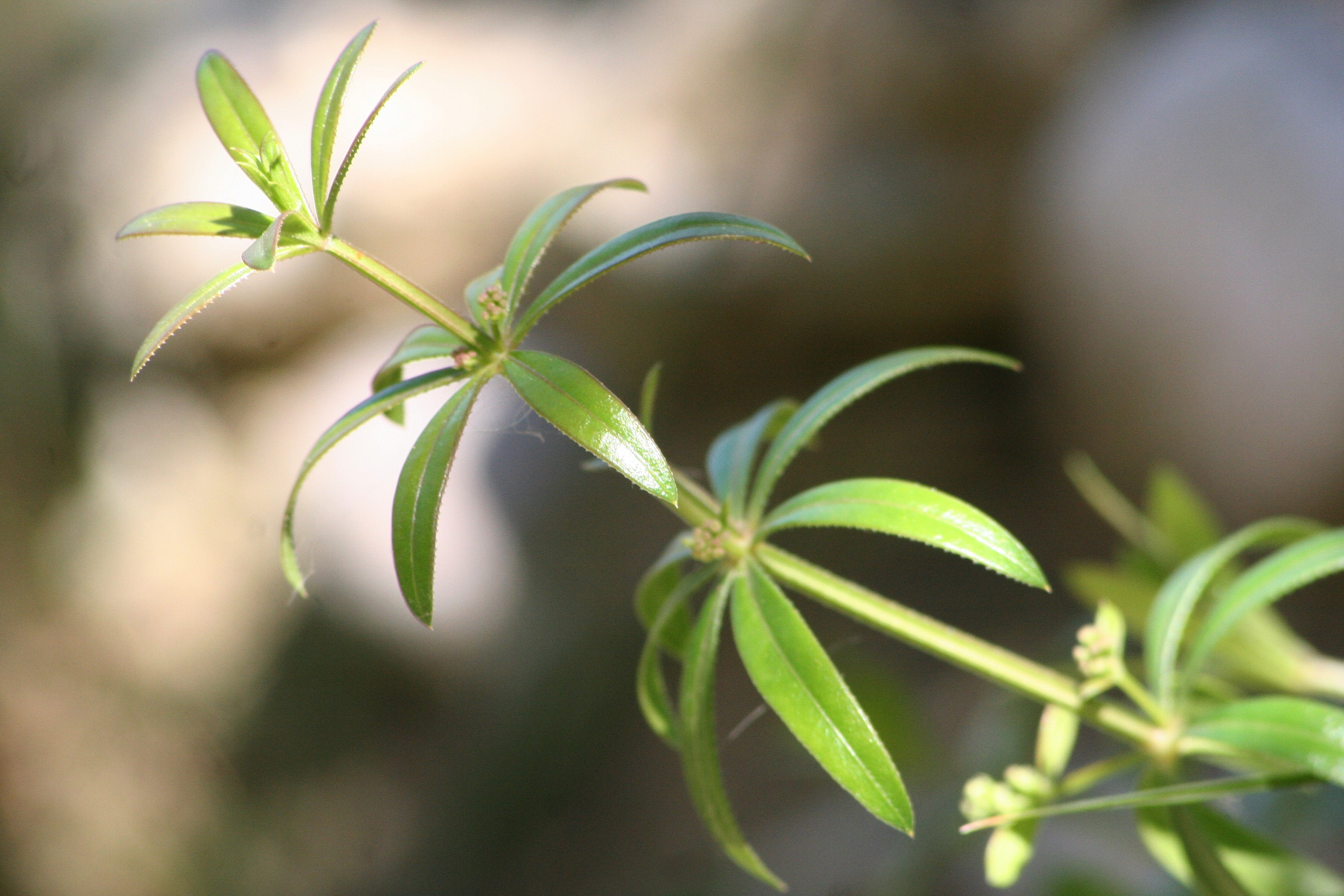
Folhas e caule do amor-de-hortelão. De notar o caule retorso e as folhas oblongas e lanceoladas

O amor-de-hortelão é uma planta herbácea terófita ou anual, multicaule e trepadora, com caules prostrados, frequentemente robustos, pilosos nos nós intumescidos, podendo atingir os 80 a 180 centímetros de comprimento. Tem folhas sésseis com seis a nove verticilos de forma oblonga-ovada ou oblongo-elipticas, terminando numa ponta rígida e não muito longa. As folhas são uninervadas e medem entre 12 a 60 milímetros de comprimento e 3 a 8 milímetros de largura. Há pêlos voltados em sentido ascendente na face superior das folhas.
Os amores-de-hortelão, como sói de ser com o grosso das plantas terófitas, têm um plexo de raízes pouco desenvolvido. Em todo o caso, as raízes arraigam-se até aos 35 centímetros de profundidade.

## Flores e inflorescências
As inflorescências são multifloras e podem rondar dos 68 aos 85 centímetros, podem ser piramidais ou oblongas, com eixo sensivelmente retorso.  Apresenta pequenas flores brancas dispostas em cimeiras axilares. Trata-se de flores hermafroditas, geralmente tetrâmeras, com pedicelos de 0,1 a 4,5 milímetros, menores ou quase iguais ao diâmetro da corola. A corola, por seu turno, tem 1,5 a 3 milímetros de diâmetro, é rotácea, tem quatro lóbulos erectos, é glabra e branca. Tem quatro estames e dois carpelos que se transformam no gineceu.
Floresce de Março a Junho.

## Frutos

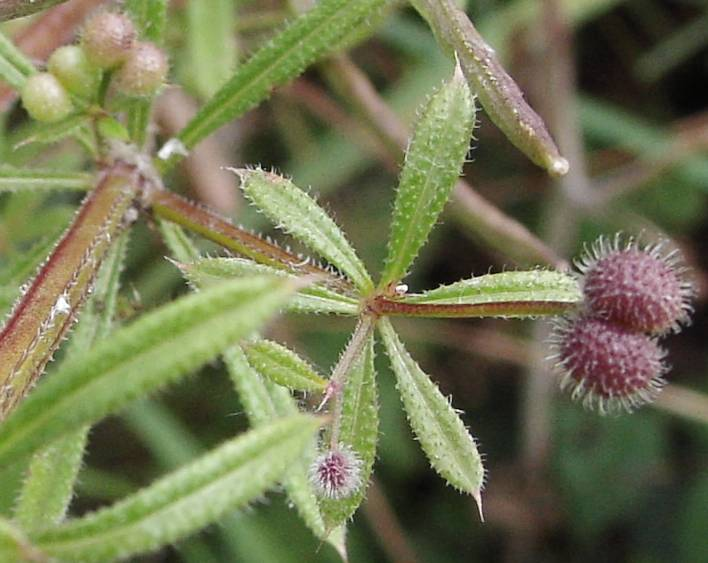
Imagem dos frutos e das folhas do amor-de-hortelão

Os frutos são verde-escuros ou arroxeados e revestem-se de pêlos ou sedas densas e uncinadas (em forma de gancho).
Os frutos secos têm 3 a 5 milímetros de comprimento e são sempre mais largos na ponta do que no pedúnculo. Os frutos pesam entre 7 e 9 milígramas e as sementes pesam à volta de 3,7 milígramas.
Esta espécie é nativa da Europa em geral, salvo as regiões mais setentrionais, Norte de África, Macaronésia e na Ásia Menor. É uma espécie invasora numa infinidade de territórios, como por exemplo nos Açores, na América do Sul, no Reino Unido e na Oceania.

## Portugal
Trata-se de uma espécie presente no território português, nomeadamente os seguintes táxones infraespecíficos:
- Galium aparine var. aparine - presente em Portugal Continental, no Arquipélago dos Açores e no Arquipélago da Madeira. Em termos de naturalidade é nativa de Portugal Continental e do Arquipélago da Madeira e introduzida no Arquipélago dos Açores. Não se encontra protegida por legislação portuguesa ou da Comunidade Europeia.

Em Portugal Continental, é natural, mais concretamente das regiões do Noroeste ocidental, do Noroeste montanhoso, da Terra Quente transmontana, do Centro-Oeste calcário, do Centro-Oeste olisiponense, do Centro-Leste montanhoso, do Centro-Leste de campina, do Centro-Sul plistocénico, do Sudeste Setentrional, do Sudeste Meridional e do Sudoeste Setentrional.
- Galium aparine var. spurium - presente em Portugal Continental.  Não se encontra protegida por legislação portuguesa ou da Comunidade Europeia.[19]

Em Portugal Continental, a subespécie espúria do amor-de-hortelão, é natural das regiões da Terra Quente e da Terra Fria transmontanas, do Centro-Oeste calcário, do Centro-Sul miocénico e do Centro-Sul plistocénico.

## Ecologia

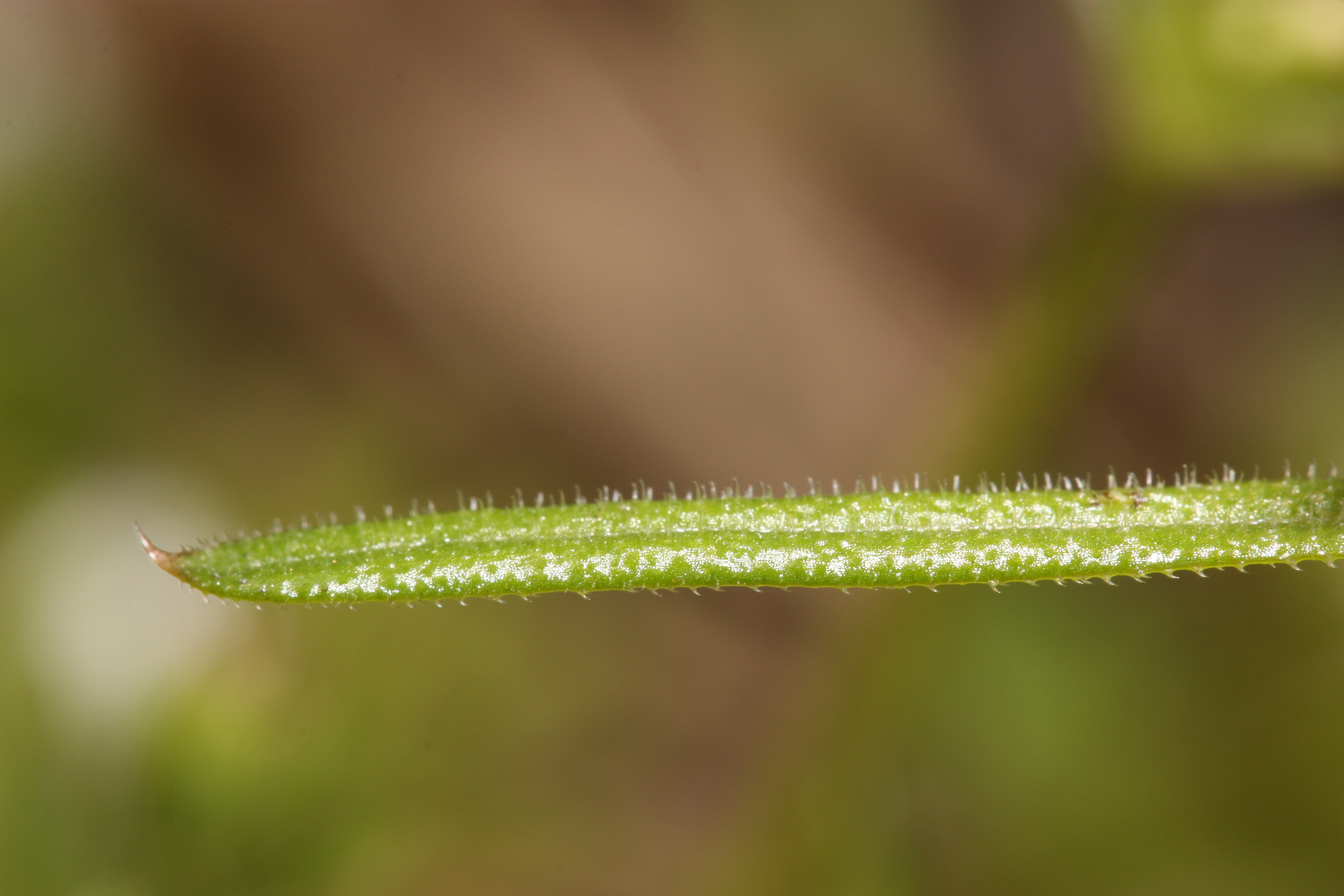
Amor-de-hortelão visto ao perto. De notar as sedas gancheadas, que permitem a esta planta trepadora, subir pelas superfícies.

Do que respeita ao seu habitat, trata-se de uma espécie ruderal (ou seja cresce espontaneamente à volta das habitações humanas ou em baldios ou escombros).
A subespécie aparine, dá-se melhor na orla de vegetação ripícola, se bem que também medra entre sebes, florestais aluviais, nas orlas de courelas, ermos, monturos, ao pé do burgau do leito dos rios e outros locais quejandos. Em locais com alguma humidade e com boa qualidade de nitrogénio e fosfatos. A presença do amor-de-hortelão é um bom indicador da presença de solos nítricos. Dá primazia a solos com pH entre os 5.5 e os 8.0.
As suas necessidades de insolação são muito versáteis, pelo que consegue prosperar com níveis de insolação na ordem dos 4% aos 100%.

## Cuidados a ter
Além do seu tacto áspero, o rapa-línguas pode induzir, em certas pessoas que toquem nela, uma reacção alérgica epidérmica tópica designada «dermatite de contacto».

## Naturopatia
Na Antiguidade Clássica, Plínio, o Velho relata o uso da polpa desta planta para fazer teríacas (anti-venenos) contra picadas de cobras e aranhas, para aliviar  outites e para combater a hémostase. Leonhart Fuchs, o académico alemão, arrolou-lhe as mesmas propriedades medicinais que Plínio e ainda adscreveu benefícios no tratamento do bócio. Foi usada na Idade Média para fazer infusões anti-escorbuto.
Na naturopatia moderna, a erva inteira, seja fresca ou seca, é usada para fins diuréticos, para fazer emplastros com efeitos anti-inflamatórios para a pele irritada e queimaduras ligeiras.
As folhas e os frutos podem ser usados para fazer infusões, para dar espertina. Essas infusões podem ser ingeridas frias ou quente, sendo certo que as infusões frias devem ser deixadas a repousar durante pelo menos 24 horas.

## Comestibilidade

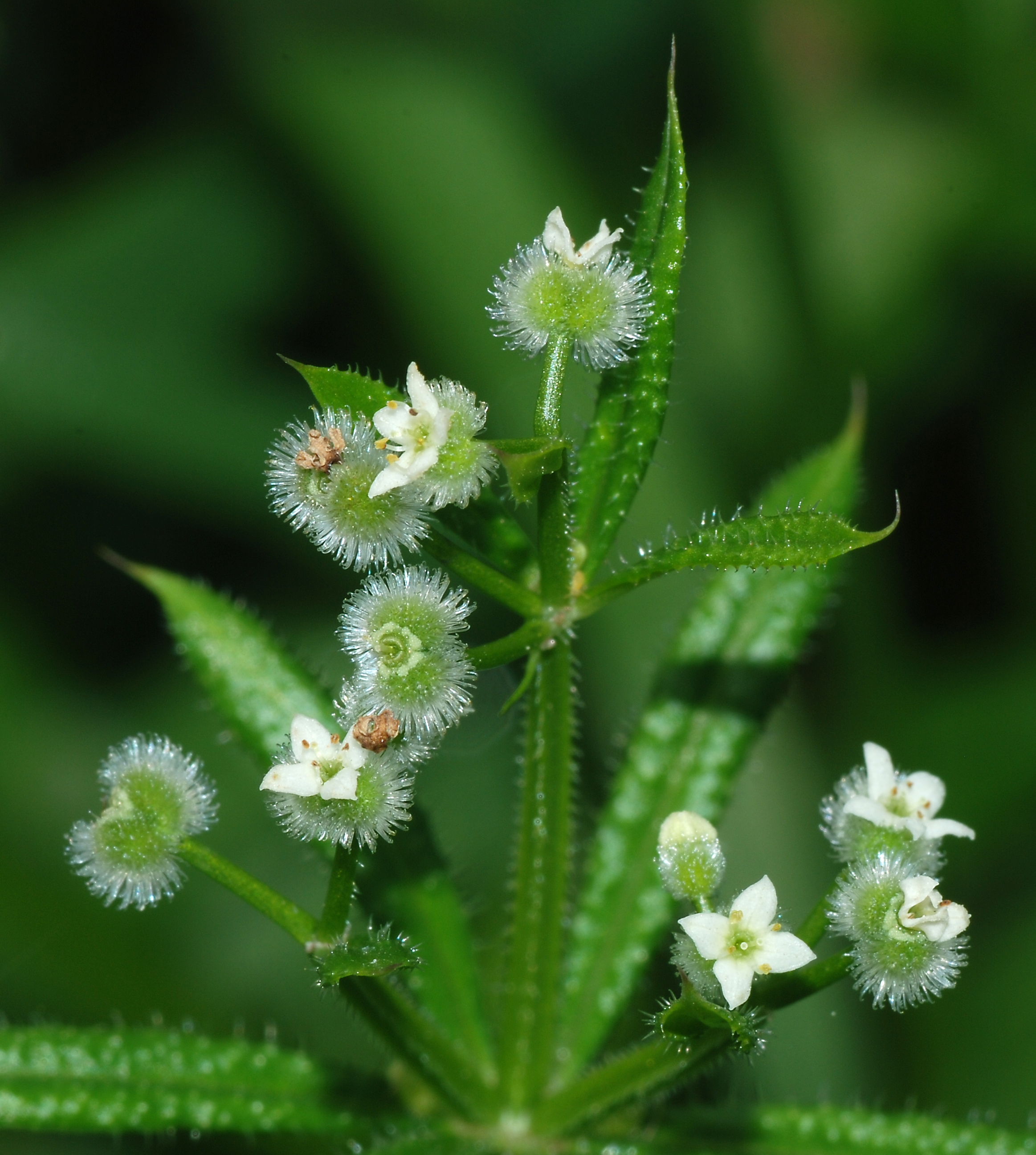
Imagem da flor e do fruto do amor-de-hortelão. O fruto reveste-se de sedas gancheadas que se agarram aos animais transeuntes, como forma de propagação da semente

A raspa-saias é comestível, sendo certo que a sua textura escábrida (áspera), resultante do pêlos, a torna pouco apetecível, pelo menos quando consumida crua.
As folhas, os frutos e os caules podem ser cozinhados. Aliás, pode ser usada para fazer sopa.
Foi, ao longo dos séculos, usada como forragem para pascer gado, especialmente gansos.
A raspa-saias pertence à mesma família que o café e pode ser usada para fazer infusões, com os frutos ou as folhas secas, que sirvam como um sucedâneo menos potente que o café, dado o seu baixo teor de cafeína.

## Artesanato
Dioscórides relatou que, na Grécia Antiga, os pastores usavam os caules ásperos e uncinados do amor-de-hortelão, para fazer coadores, com que coar o leite. Séculos mais tarde, Carl Linnaeus, faz um relato símil, a respeito dos hábitos dos pastores suecos, tradição essa que persiste até aos dias de hoje, em regiões mais rurais desse país.
Na Europa medieval, esta erva foi muito usada por camponeses, para fazer o enchimento de almadraques, enxergas e, havendo mais folguedo económico, até colchões de palha. Eram usadas porque a natureza peganhenta da planta, mercê dos pêlos em forma de gancho que a revestem, garante que os fardos ou as bardas se mantêm compactos e agarrados um aos outros, o que por conseguinte, retumba para dar maior uniformidade à espessura ao leito.
As raízes da erva-peganhosa também eram usadas para fazer tintura vermelha permanente.